# Piero Tonin
Piero Tonin (Valdagno, 1968) è un fumettista italiano.
Assieme a Silver, autore di Lupo Alberto, è il solo fumettista italiano ad essere stato pubblicato da un importante syndicate statunitense, la King Features Syndicate.

## Biografia
Muove i primi passi nel mondo del fumetto all'inizio degli anni novanta a Milano lavorando con l'editore 3ntini, per il quale realizza fumetti e illustrazioni per numerose riviste e pubblicazioni, fra le quali la rivista erotica Selen (sotto lo pseudonimo di Golem). Contemporaneamente comincia a collaborare con Mediaset, realizzando animazioni per programmi e sigle televisive come Paperissima Sprint, Striscia la notizia, Ciao Ciao e A casa nostra. Nello stesso periodo lavora come animatore per il lungometraggio di Enzo D'Alò, La freccia azzurra.
Nel 1996 si trasferisce oltreoceano a Washington, dove si specializza nel restauro di rodovetri originali di grandi classici dell'animazione quali Biancaneve e i sette nani, Fantasia, Pinocchio, Bambi, Dumbo, Cenerentola, Peter Pan, La bella addormentata nel bosco, Il libro della giungla, Yellow Submarine.
Sempre negli Stati Uniti d'America viene pubblicato da King Features Syndicate, la più importante azienda statunitense di syndication, che distribuisce classici quali Braccio di Ferro, Mandrake, l'Uomo Ragno e Flash Gordon. Le sue vignette sono state pubblicate, con cadenza settimanale, sul sito ufficiale di Discovery Channel, e su Rouze.com, sito edito da Playboy Enterprises.
In Italia ha collaborato con il quotidiano Il Tempo, il mensile satirico Il Vernacoliere, le riviste di fumetti The Artist e Mono, La Gaggetta Ufficiale e L'Unione Satira, inserti umoristici de L'Unione Sarda.
Attualmente le sue vignette e illustrazioni, principalmente umoristiche, vengono distribuite in tutto il mondo da varie agenzie quali CartoonStock e Artizans.
Ha inoltre realizzato il video ufficiale per il lancio di YouTube Italia, avvenuta il 19 giugno 2007.
Nel 2011 rilascia in App Store, il gioco Cow Vs Fly. Il protagonista del gioco è The Cow (La Mucca), personaggio simbolo di questo autore e riportato in molte sue opere.